# Toonagh Estate SAC
Toonagh Estate SAC este o arie protejată (arie specială de conservare — SAC, sit de importanță comunitară — SCI) din Irlanda întinsă pe o suprafață de 5,41 ha, integral pe uscat.

## Localizare
Centrul sitului Toonagh Estate SAC este situat la coordonatele 52°53′10″N 9°01′50″W / 52.886151°N 9.030502°V.

## Înființare
Situl Toonagh Estate SAC a fost declarat sit de importanță comunitară în august 2000 pentru a proteja un număr necunoscut de specii din flora spontană și fauna sălbatică aflate în arealul zonei. Situl a fost protejat și ca arie specială de conservare în octombrie 2016.

## Biodiversitate
Situată în ecoregiunea atlantică, aria protejată nu include niciun habitat protejat.
La baza desemnării sitului se află un număr nedeclarat de specii protejate.